# Damian Chapa
Damian Robert Chapa (ur. 29 października 1963 w Dayton) – amerykański aktor meksykańskiego pochodzenia, okazjonalnie reżyser, scenarzysta i producent filmowy.

## Życiorys
Urodził się w Dayton w stanie Ohio jako syn Rico Chapy. Jego matka miała korzenie niemieckie i rdzennych Amerykanów, a ojciec był pochodzenia meksykańskiego. Chapa zajmował się sprzedażą sidingów i przez trzy lata służył w United States Navy. 
Wystąpił gościnnie w teledysku Madonny do piosenki „Papa Don't Preach” (1986). W dramacie The Calling (2002) z Faye Dunaway zagrał teleewangelistę Leroya Jenkinsa. Był reżyserem i współscenarzystą dramatu filmowego Polanski (2009), gdzie zagrał tytułową rolę polskiego reżysera Romana Polańskiego.
Był dwukrotnie żonaty – od 26 sierpnia 1995 do 1996 z aktorką Natashą Henstridge, od września 1998 do 2003 z aktorką i producent filmową Ciarą O’Brien, z którą ma dziecko.

## Filmografia (wybór)
- Liberator (Under Siege, 1992) jako Tackman
- Niewinni i skazani (Saints and Sinners, 1994) jako Pooch
- Uliczny wojownik (Street Fighter, 1994) jako Ken Masters
- KasaMowa (Money Talks, 1997) jako Carmine
- Czasami wracają... po więcej (Sometimes They Come Back... for More, 1999) jako dr. Carl Schilling
- Oddział specjalny: Wyspa śmierci (U.S. Seals II, 2001) jako Ratliff
- Zła karma (Bad Karma, 2002) jako Pan Miller
- Polanski (2009) jako Roman Polański – także reżyser, producent, scenarzysta